# 休·森皮尔
休·森皮尔（英語：Hugh Sempill，1589年至1596年间—1654年），又名休·森普尔（Hugh Semple），拉丁语名雨果·辛普路斯（Hugo Simpelius）或雨果·森皮留斯（Hugo Sempilius），是一位苏格兰耶稣会数学家和语言学家。他在著作中称自己为“雨果·森皮留斯·克雷拜泰乌斯”（Hugo Sempilius Craigbaitaeus），其来源可能是他在当地的族谱中发现了自己被起名为“克雷拜特（Craigbait）和朗诗德（Langside）的赫尤·森皮尔”，在那里，他的出生日期被定为1590年。
森皮尔作为一名耶稣会员，在马德里皇家学院（Colegio Imperial de Madrid）教授数学。该学院曾雇用了欧洲各地的教师，开设了几何、地理、水文和钟表制造等课程。
他还担任过皇家苏格兰学院（Royal Scots College）驻马德里（现位于萨拉曼卡）的行政长官。

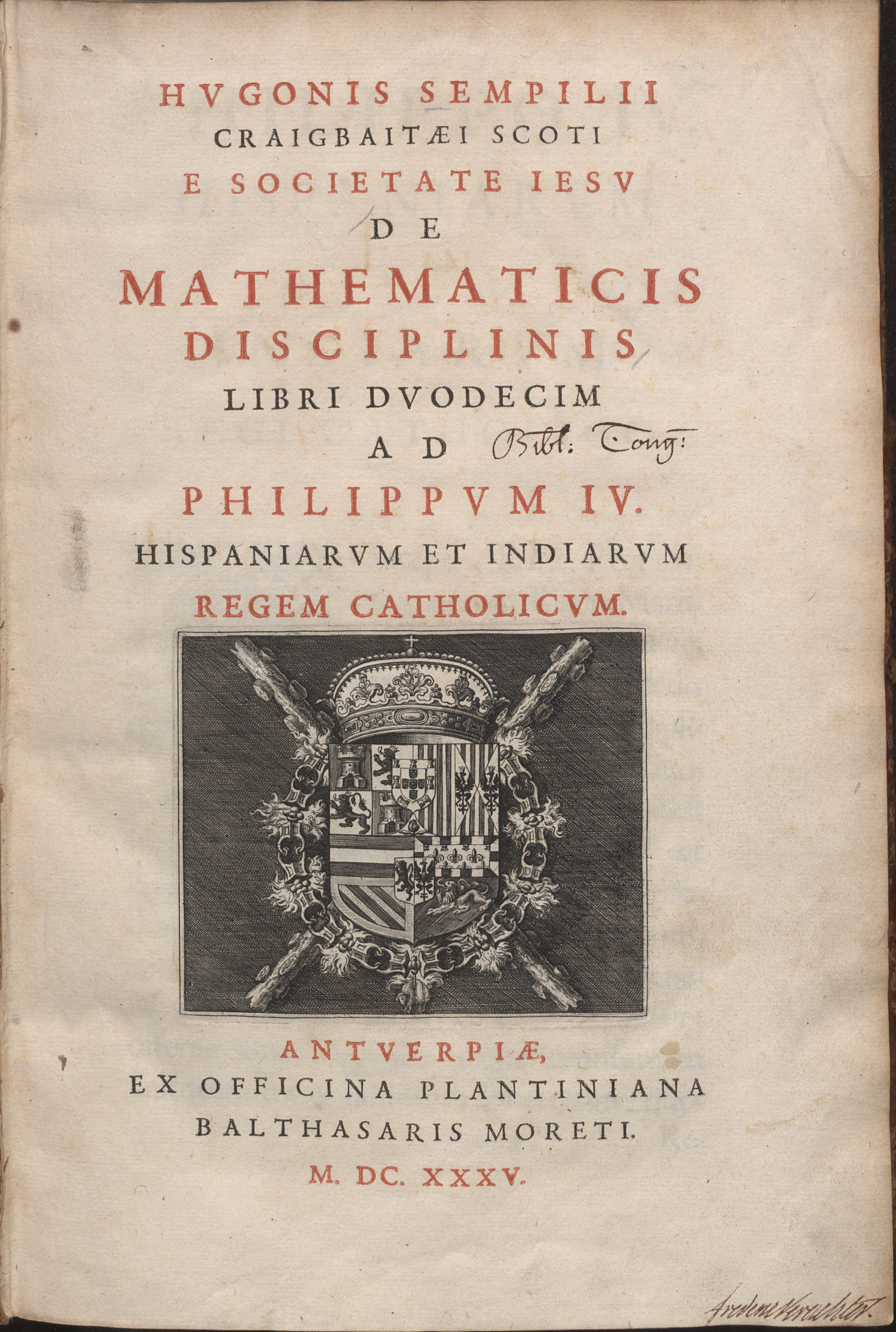
De mathematicis disciplinis, 1635

森皮尔献给西班牙腓力四世的《数学中的十二》（De Mathematicis disciplinis Libri duodecim）一书，是一部传阅了整个欧洲的著作。森皮尔的工作基本上是汇编和分类各种科学流派的作家名单。
1642年他在马德里撰写了《数学的体验：线、块...数的组合和划分》（Experentia Mathematice. De compositione et divisione numerum, linearum, quadratorum）一书。
月球上的辛普路斯环形山就是以他的名字命名的。该环形山1651年最初曾以“里乔利”（Riccioli）命名。